# DeWalt
DeWalt je ameriški proizvajalec električnih in ročnih orodij. DeWalt je podružnica podjetja Stanley Black & Decker.
Podjetje je leta 1936 ustanovil Raymond E. DeWalt - izumitelj krožne žage z radialno roko. 

## Galerija
- DeWalt izvijač
- DeWalt Krožna žaga
- DeWalt udarni vrtalnik
- DeWalt udarni izvijač